# Breitenau (Zell am Moos)
Pour les articles homonymes, voir Breitenau.
Breitenau est une localité autrichienne. Elle fait partie de la commune de Zell am Moos du district de Vöcklabruck en Haute-Autriche.